# Catedral de Santiago (Jerusalén)
La Catedral de Santiago o el Santo Monasterio de Santiago (en armenio: Սրբոց Յակոբեանց Վանք Հայոց) es una iglesia armenia del siglo XII en el Barrio Armenio de la Ciudad Vieja de Jerusalén, cerca de la puerta de entrada al sector. La catedral está dedicada a los santos cristianos: Santiago el Mayor, hijo de Zebedeo y hermano de San Juan el Evangelista (uno de los doce apóstoles de Jesús) y Santiago el Menor. Es la iglesia principal del Patriarcado Armenio de Jerusalén también conocido como el Patriarcado Armenio de Santiago.